# مسجد خوجا مرجانلي
مسجد خوجا مرجانلي (بالأذربيجانيَّة: Xoca Mərcanlı məscidi) – هو مسجد تاريخي واقع في مدينة شوشا في أذربيجان.

## تاريخ المسجد
تم بني مسجد خوجى مرجانلي في قرن 18. يقع المسجد في حي خوجة مرجانلي في مدينة شوشا.
منذ عام 2001، تم إدراج المسجد في قائمة المحميات الأثرية لليونسكو برقم 1574. تم تدمير المسجد خلال إحتلال أرمني.
في الوقت الحاضر لم يتبقى من مسجد خوجى مرجانلي شئ غير الأنقاض.
في 8 نوفمبر 2020، استعادت القوات الأذربيجانية مدينة شوشا إثناء حرب مرتفعات قرة باغ 2020 التي استمرت ثلاثة أيام.